# Coccophagus rjabovi
Coccophagus rjabovi är en stekelart som beskrevs av Yasnosh 1966. Coccophagus rjabovi ingår i släktet Coccophagus och familjen växtlussteklar.
Artens utbredningsområde är:
- Azerbajdzjan.
- Moldavien.

Inga underarter finns listade i Catalogue of Life.